# Moscou-Pequim

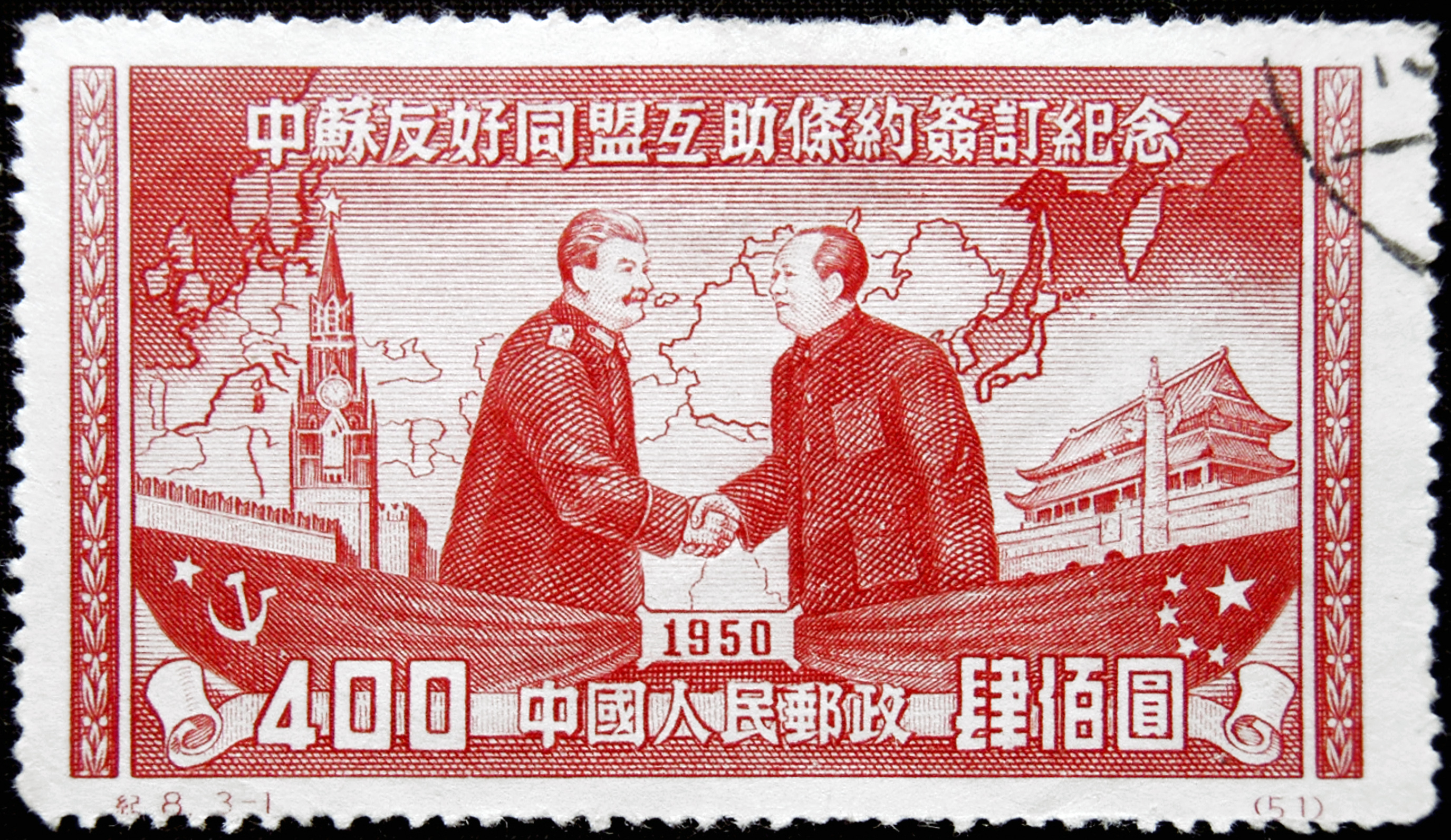
Um selo postal soviético referenciando a amizade entre a União Soviética e a China, impresso aproximadamente na mesma época em que Moscou-Pequim foi escrita.

Moskva-Pequim (russo:  Москва–Пекин), também conhecida como Moscou-Pequim ou Russo e Chinês —  Irmãos para Sempre (em russo:  Русский с китайцем — братья навек…) é uma canção de massas soviética escrita em 1949 por Vano Muradeli com base na letra de Mikhail Vershinin. A música foi escrita para comemorar a fundação da República Popular da China, bem como para enfatizar as relações fraternas e amigáveis entre a União Soviética e o novo estado comunista chinês. Devido à ruptura sino-soviética da década de 1960, a música acabou caindo em desuso no final da década, e a letra "russos e chineses, irmãos para sempre" passou a ser bastante usada como uma piada irônica.

## História
A letra de Moscou-Pequim foi escrita em 1949 por Mikhail Vershinin para ser publicada como um poema em uma revista estatal. De acordo com uma entrevista para o Izvestia, Vershinin estava cumprindo uma sentença em um campo de trabalhos forçados no momento em que escreveu o poema, e o escreveu em troca da redução de sua sentença. Por acaso, o compositor Vano Muradeli leu o poema de Vershinin e decidiu torná-lo uma música, comemorando tanto o 70º aniversário de Josef Stalin como a fundação da República Popular da China. A versão original da música referenciava diretamente Stalin, embora o trecho tenha sido substituído após a ascensão de Nikita Khrushchev. Antes do racha sino-soviético, a música era usada com frequência em eventos do estado, em particular aqueles que envolviam a China. A música também foi tocada pessoalmente para Mao Zedong pelo coro militar Ensemble Alexandrov durante uma turnê em Pequim, apresentação que impressionou Mao ao ponto deste pedir para conhecer o compositor. O apreço de Stalin pela música também era conhecido, tendo concedido a Vano Muradeli um Prêmio Stalin. Após a ruptura sino-soviética, a música raramente era ouvida, sendo considerada inaceitável do ponto de vista político. 

## Letra
| Russo | Transliteração (BGN/PCGN) | Tradução em Português |
| --- | --- | --- |
| Русский с китайцем братья вовек. Крепнет единство народов и рас. Плечи расправил простой человек, С песней шагает простой человек, Сталин и Мао слушают вас*. Припев: Москва - Пекин. Идут, идут вперёд народы. За светлый путь, за прочный мир Под знаменем свободы. Слышен на Волге голос Янцзы, Видят китайцы сиянье Кремля; Мы не боимся военной грозы; Воля народов сильнее грозы; Нашу победу славит Земля. Припев В мире прочнее не было уз; В наших колоннах ликующий Май. Это шагает Советский Союз; Это могучий Советский Союз, Рядом шагает новый Китай! Припев | Russkiy s kitaytsem brat'ya vovek. Krepnet yedinstvo narodov i ras. Plechi raspravil prostoy chelovek, S pesney shagayet prostoy chelovek, Stalin i Mao slushayut vas*. Pripev: Moskva - Pekin. Idut, idut vperod narody. Za svetlyy put', za prochnyy mir Pod znamenem svobody. Slyshen na Volge golos Yantszy, Vidyat kitaytsy siyan'ye Kremlya; My ne boimsya voyennoy grozy; Volya narodov sil'neye grozy; Nashu pobedu slavit Zemlya. Pripev V mire prochneye ne bylo uz; V nashikh kolonnakh likuyushchiy May. Eto shagayet Sovetskiy Soyuz; Eto moguchiy Sovetskiy Soyuz, Ryadom shagayet novyy Kitay! Pripev | Russo e Chinês são irmãos para sempre. A união dos povos e raças se fortalece Um homem simples endireitou os ombros Um homem simples avança cantando Stalin e Mao estão nos ouvindo*. Refrão: Moscou - Pequim. Os povos seguem, seguem em frente. Por um caminho brilhante, por uma paz duradoura Sob a bandeira da liberdade. A voz do Yangtze é ouvida do Volga Os chineses veem o esplendor do Kremlin; Não tememos uma tempestade militar; A vontade das nações é mais forte do que a tempestade; O globo glorifica nossa vitória. Refrão Não há laço mais poderoso no mundo; Há um Maio jubiloso em nossas colunas. É a União Soviética avançando; Essa é a poderosa União Soviética. Ao lado a nova China está avançando! Refrão |

- Nas versões pós-1956 da música, esse trecho foi substituído por "amizade para sempre em nossos corações".